# چرخند (فیلم ۱۹۷۸)
چرخند (انگلیسی: Cyclone) فیلمی است که در سال ۱۹۷۸ منتشر شد.